# Hand Soap
Hand Soap (japanisch ハンドソープ Hando Sōpu, deutsch ‚Handseife‘) ist ein japanischer animierter Kurzfilm von Kei Ōyama aus dem Jahr 2008. In Deutschland feierte der Film am 1. Mai 2010 bei den Internationalen Kurzfilmtagen in Oberhausen Premiere.

## Handlung
Ein Junge kommt in die Pubertät und wird in der Schule gemobbt.

## Kritiken
„Die Auswahl-Kommission der Internationalen Kurzfilmtage verleiht nach Bekanntwerden der Jury-Entscheidungen traditionell den Preis der Kurzfilmtage, um auf eine Arbeit im Wettbewerb aufmerksam zu machen, die wir für besonders wichtig erachten. Der japanische Animationsfilm ‚Hand Soap‘ findet mit seinen außergewöhnlichen Techniken beeindruckende Bilder für die körperlich-seelischen Erfahrungen eines pubertierenden Jungen. Wir freuen uns, den mit 500.- Euro dotierten Preis an Oyama Kei zu überreichen.“

“It is not easy to depict the period of puberty. I was amazed to see the talent of the director who artistically expressed its fragments.”

## Auszeichnungen
Yokohama Film Festival 2008
- Excellence Prize

Internationale Kurzfilmtage Oberhausen 2010
- Preis der Internationalen Kurzfilmtage Oberhausen

Hiroshima Kokusai Animation Festival 2010
- Special Prize